# Коміссаренко Дмитро Ігорович
Дмитро́ І́горович Комісса́ренко (нар. 4 січня 1984, Запоріжжя, Україна) — український фотограф, видавець, засновник арт-журналу NVRMIND paper. Працює в жанрі чорно-білої портретної та еротичної фотографії.

## Творча діяльність

### Фотографія
Дмитро Коміссаренко розпочав творчу діяльність у 2012 році в місті Дніпро. 2013 року відбулося знайомство з Павлом Вареницею, лідером рок-гурту Epolets — після цього музична фотографія стала одним із основних напрямів роботи Коміссаренка. Завдяки цим світлинам він згодом увійшов до шорт-листа конкурсу на найкращу музичну live-фотографію видання New Musical Express[джерело?].
Серед інших українських музикантів, з якими в різні роки працював Коміссаренко: Лілу45, Alyona alyona, O.Torvald, Fontaliza, Макс Барських, Jerry Heil, Антон Савлєпов, Ostrovskyi та інші[джерело?].
2015 року в рамках Українського тижня моди спільно з Національним центром народної культури «Музей імені Івана Гончара» та за підтримки Нового каналу був створений проєкт «Витоки», присвячений українському національному костюму. Дмитро Коміссаренко став фотографом проєкту; його роботи були опубліковані у Vogue Italia.

2016 року, після знайомства з дизайнером Bob Basset, починає працювати у жанрі та еротичної фотографії. Перші серії робіт поєднували зображення оголених чоловіків із шкіряними масками, створеними дизайнером.

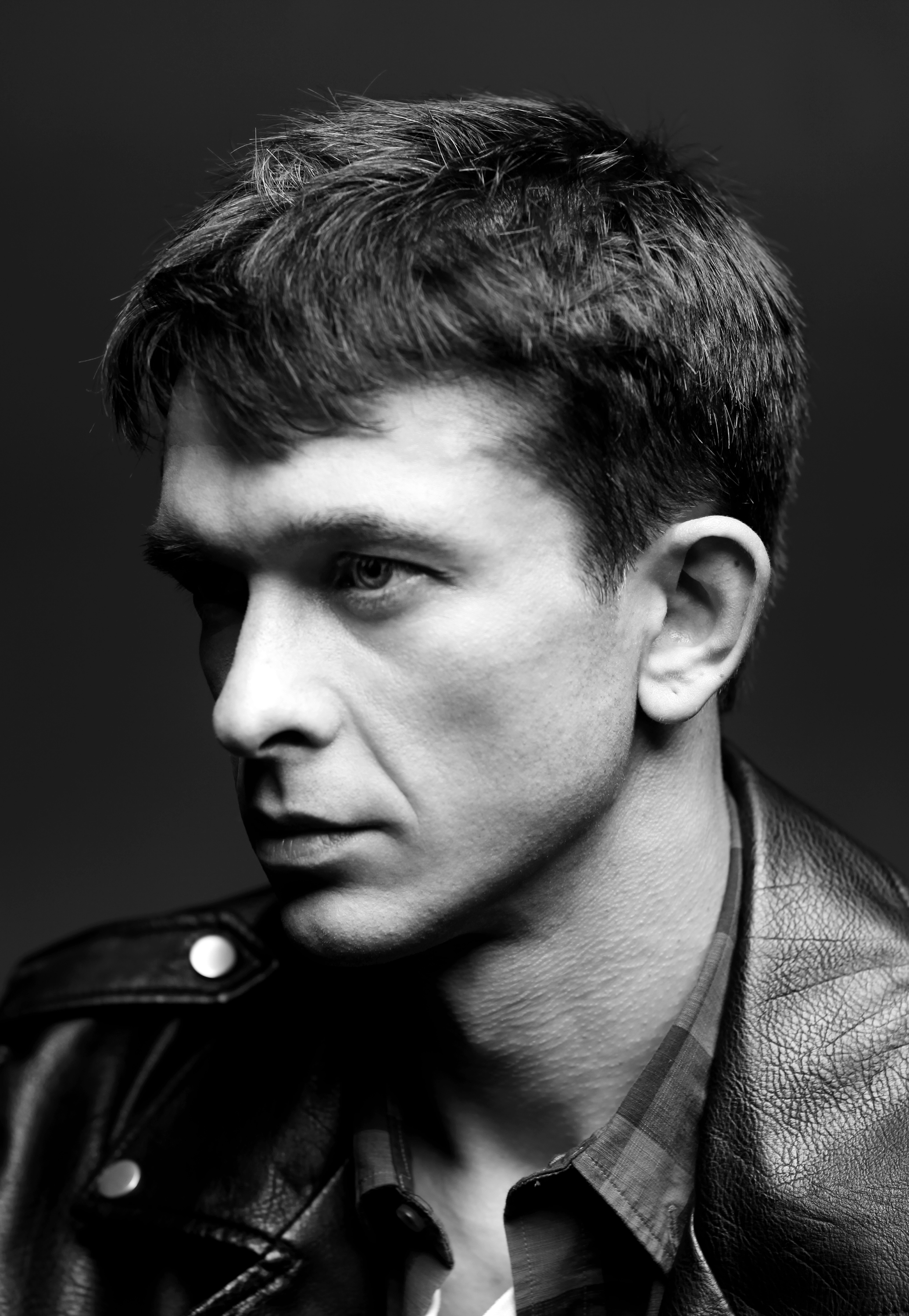
Дмитро Коміссаренко, 2018 р.

2017 року проєкт «Витоки» отримав продовження під назвою «Буденність», що присвячене темі «повсякденної краси України». Того ж року Дмитро Коміссаренко починає співпрацювати з українським режисером Аланом Бадоєвим. Ними була створена перша українська обкладинка чоловічого L'Officiel Україна, на якій був представлений режисер. Через три роки співпраці значна частина фотографій увійшла до біографічного видання «Алан Бадоєв. Світ, що був створений Аланом».
У листопаді 2019 року Дмитро Коміссаренко вперше долучився до програми «Boys! Boys! Boys!» від «The Little Black Gallery», продавши на п'ятому онлайн-аукціоні проєкту дві свої роботи. Згодом він неодноразово долучався до проєктів програми «Boys! Boys! Boys!», метою якої є популяризації квір та гей-фотографії, в тому числі й з країн, де права геїв пригнічуються, а життя представників ЛГБТК+ перебуває під загрозою..
Навесні 2020 року фотографія Коміссаренка з серії «The M» увійшла до книги «BOYS! BOYS! BOYS!» видавництва teNeues. Усі кошти з продажів книги були перераховані до Центру боротьби зі СНІДом Елтона Джона.
8 листопада 2021 вийшов тизер фільму та фотовиставки Дмитра Коміссаренка «Мій юний принц». Це мав бути перший повнометражний художній фільм, знятий в Україні українською командою, пов'язаний з ЛГБТ і присвячений темі складних стосунків підлітків з батьками та сюжетові. Знімання фільму було відкладено на невизначений термін через повномасштабне вторгнення рф в Україну[джерело?].
У квітні 2022 року, через півтора місяці після початку повномасштабного російського вторгнення і подій у Бучі, Дмитро Коміссаренко разом з фольклористкою та етнографкою Марією Квіткою в колаборації з українським художником Данієлєм Скрипником створили фотопроєкт «Вільні», присвячений українській культурі. Серед тих, хто відзначив проєкт, була й перша леді України Олена Зеленська.
У червні 2022 року Дмитро Коміссаренко працював над створенням візуального образу Алана Бадоєва для документального фільму «Довга доба», який у художній формі осмислює події війни. Презентація проєкту відбулася в ранковому випуску Сніданок з 1+1. 8 липня того ж року відбулося відкриття виставки «Straw Hat», на якій були представленні фотографії, створені за участі українського бренду Vozianov. Всі кошти з продажу фоторобіт були надіслані до благодійних фондів.

### Видавнича та редакційна діяльність
2016 року в Києві Дмитро Коміссаренко заснував арт-журнал NVRMIND paper, який друкується на газетному папері в чорно-білому кольорі. Теми, що охоплює видання: фотографія, музика, мода та кіно. Першим героєм з обкладинки став Артур Гаспар — колишній учасник гурту Kazaky[джерело?].
25 грудня 2021 року, на честь п'ятиріччя NVRMIND paper відбувся реліз книги «NVRMIND. Book of Stories».

### Відеороботи
28 лютого 2020 року відбулася прем'єра кліпу Макса Барських «Небо льёт дождем» — першої музичної відеороботи, створеної Дмитром Коміссаренком.

## Особисте життя
З 2014 року проживає в Києві[джерело?].